# Władysław Kotwicz
Władysław Kotwicz (ur. 20 marca 1872 w Ossowie k. Lidy na Wileńszczyźnie, zm. 3 października 1944 w Czarnym Borze pod Wilnem) – polski językoznawca, orientalista. Specjalizował się przede wszystkim w językach mongolskich.

## Życiorys
Syn Ludwika Ksawerego i Agaty z Wojszwiłłów. Miał siostrę Bolesławę (zm. 1922) oraz braci Stanisława i Piotra. W 1890 ukończył (ze złotym medalem) II gimnazjum w Wilnie. W 1891 rozpoczął studia orientalistyczne na Wydziale Języków Wschodnich Uniwersytetu Petersburskiego, specjalizując się w językach mongolskich, języku mandżurskim i chińskim. W 1895 uzyskał dyplom I st. wraz ze stypendium naukowym. Po studiach podjął pracę urzędnika w Sekcji Wschodniej Kancelarii Ministra Finansów (1896). Pracę naukową na uniwersytecie (Uniwersytet Petersburski) dane mu było rozpocząć dopiero w 1900, ale aż do roku 1917 łączył ją z karierą urzędniczą, która dawała mu m.in. możliwość nawiązania znajomości z szeregiem osób ważnych dla życia naukowego, gospodarczego i politycznego Mongolii.
Podjęcie pracy na uniwersytecie w 1900 było możliwe dzięki uzyskaniu w tym roku przez Kotwicza habilitacji i stanowiska Privatdozenta. Od razu w 1900 objął stanowisko kierownika filologii mongolskiej. Na stanowisko docenta etatowego czekał aż do 1917. Profesorem został w 1923.
Kotwicz wziął udział w kilku ekspedycjach do Kałmuków (1894, 1896, 1910, 1917), ale najbardziej znaną jego podróżą naukową była wyprawa do północnej Mongolii (1912), gdzie badał turkijskie napisy orchońskie, a także klasztor w Erdeni Dzu (XVI w.), położony ok. 400 km na zachód od Urgi (dziś Ułan Bator).
Jednocześnie zaangażował się w tworzenie po Rewolucji Październikowej tzw. Piotrogrodzkiego Instytutu Żywych Języków Orientalnych - prace organizacyjne trwały do jesieni 1920 i wówczas mianowano go też kierownikiem Instytutu. Funkcję tę pełnił do wiosny 1922.
Właśnie w 1922 Kotwicz otrzymał równocześnie dwa zaproszenia do Polski: z Uniwersytetu Jagiellońskiego w Krakowie i z Uniwersytetu Jana Kazimierza (= UJK) we Lwowie. Oba te uniwersytety postanowiły bowiem zupełnie niezależnie od siebie zaprosić go do Polski. Kotwicz wybrał Lwów, przypuszczalnie dlatego, że władze rektorskie UJK nosiły się z zamiarem utworzenia dużego Instytutu Orientalistycznego, tak że ta propozycja wydawała się bardziej perspektywiczna.
Po załatwieniu wszystkich formalności Kotwicz przybył do Lwowa w 1924 i podjął tu od razu pracę jako kierownik utworzonej dlań Katedry Filologii Dalekiego Wschodu.
W tym samym czasie powstało Polskie Towarzystwo Orientalistyczne, a na jego przewodniczącego wybrano właśnie Kotwicza, który funkcję tę pełnił do śmierci. W 1927 został też redaktorem naczelnym Rocznika Orientalistycznego. W 1932 założył serię Collectanea Orientalia, którą sam finansował (do 1939 ukazało się 16 zeszytów; po wojnie nie było kontynuacji).
Przez wiele lat po wojnie Kotwicza uważano za wybitnego ałtaistę przekonanego o wspólnej genezie języków ałtajskich. Jest to jednak pogląd mylny, gdyż Kotwicz był w tej materii dość sceptyczny (przywiązywał do niej zresztą małą wagę) i jako pierwszy uczony w świecie sugerował raczej istnienie ongiś ścisłej ligi językowej obejmującej trzy rodziny: turkijską, mongolską i tunguzo-mandżurską (o czym pisał expressis verbis na s. 313–314 w swoich Studiach nad językami ałtajskimi, zob. niżej).
Kotwicz wydał w 1940 w Wilnie również Gramatykę języka litewskiego w zarysie.
Obecnie rękopisy i inne pozostałości po Kotwiczu przechowywane są w Archiwum Nauki PAN i PAU w Krakowie.
Zmarł 3 października 1944 w Czarnym Borze pod Wilnem. Pochowany został obok żony na wileńskim cmentarzu Na Rossie.

## Ordery i odznaczenia
- Krzyż Komandorski Orderu Odrodzenia Polski (11 listopada 1936)[3]
- Brązowy Medal za Długoletnią Służbę (1938)[1]
- Order św. Stanisława II kl. (Imperium Rosyjskie, 1904)[1]
- Order św. Anny III kl. (Imperium Rosyjskie, 1901)[1]
- Order św. Włodzimierza IV kl. (Imperium Rosyjskie)[1]
- Medal 300 lat domu Romanowów (Imperium Rosyjskie, 1913)[1]

## Najważniejsze prace Kotwicza (opublikował ogółem ok. 150 pozycji)
- 1915 Opyt grammatiki kalmyckago razgovornago jazyka, Petrograd (2. wydanie: Řevnice pod Pragą [Czechosłowacja] 1929);
- 1936 Les pronoms dans les langues altaїques, Kraków;
- 1939 La langue mongole, parlée par les Ouigours Jaunes près de * Kan-tcheou, Wilno.

## Ważniejsze publikacje pośmiertne
- 1948 Józef Kowalewski orientalista (1801–1878), Wrocław.
- 1951 Studia nad językami ałtajskimi, „Rocznik Orientalistyczny” 16 [1951]: 1–317.